# Primarias presidenciales del Frente Amplio de 2017
Las primarias presidenciales del Frente Amplio del año 2017 fueron el método de elección del candidato presidencial de Chile de los partidos Revolución Democrática, Humanista, Liberal, Ecologista Verde, Poder Ciudadano, Igualdad y los movimientos agrupados en el pacto Frente Amplio, para la elección de 2017.

## Historia y desarrollo
El 28 de marzo de 2017, el Frente Amplio anunció la realización de una consulta ciudadana a través de internet el 28 de mayo para definir a su candidato presidencial. El 1 de mayo anunciarían las candidaturas que fueron formalizadas para dicha consulta.
Posterior al anuncio de la consulta ciudadana, se informó que Revolución Democrática buscaría sumar antes del 3 de mayo más de 33 mil adherentes para permitir la inscripción de primarias legales ante el Servicio Electoral (Servel). El partido informó que la consulta ciudadana por internet se realizaría en caso de que el Servel rechazara un determinado número de firmas que impida llegar al mínimo requerido.
Finalmente, el 3 de mayo Revolución Democrática entregó en las oficinas del Servel un total de 42 813 firmas, y en la noche del mismo día fue inscrita oficialmente la primaria presidencial, además de primarias parlamentarias en 7 distritos, en las que competirán 28 candidatos. Ese mismo día se realizó el sorteo para definir el orden en la papeleta, obteniendo Sánchez el número 1 y Mayol el número 2.

## Debates
El 24 de mayo se realizó el primer debate entre los 2 precandidatos presidenciales del Frente Amplio, como parte de una emisión especial de El informante de TVN, siendo Juan Manuel Astorga el moderador. Posteriormente se acordó realizar un nuevo debate el 27 de junio, emitido exclusivamente por Mega y moderado por Tomás Mosciatti.
Luego que la candidatura de Beatriz Sánchez acusara un trato disímil hacia ambos pactos por parte de las radioemisoras y canales de televisión para organizar debates, las radios Agricultura, ADN, Cooperativa, Digital FM y Universidad de Chile acordaron realizar un foro entre los 2 candidatos de la coalición para el 28 de junio.

## Cédulas de votación
El sistema para votar fue de «un ciudadano, un voto», de manera que los votantes no afiliados a partidos políticos podían votar por un solo candidato de entre todos los que se presentaban en las primarias presidenciales (tanto del Frente Amplio como de Chile Vamos). Para ello, se le entregaba una cédula con todos los candidatos y su voto sería válido sólo si marcaba una preferencia, tal como si fuese una elección tradicional. El sorteo que definió el orden de los pactos en la cédula de votación se realizó el 20 de mayo, y determinó que Chile Vamos tendrá la letra A y el Frente Amplio la letra B.
Para los militantes de alguno de los partidos del pacto Frente Amplio, el sistema es el mismo, con la salvedad de que no podían votar por aquellos candidatos de la primaria presidencial de Chile Vamos. Para ello existía una cédula (denominada "Cédula B") que poseía sólo a los dos candidatos del pacto.
Ambos tipos de cédula, al igual que la "Cédula A" destinada a los militantes de partidos del pacto Chile Vamos, se depositaban en una urna única y se contabilizaron en conjunto.

## Candidatos
| Foto | Nombre (partido)       | Apoyo político                 | Notas |
| ---- | ---------------------- | ------------------------------ | --- |
|      | Beatriz Sánchez (Ind.) | RD PH MA Pod. IL IA MDP PL PEV | La periodista fue contactada por el partido Poder para proponerle una precandidatura presidencial, lo cual descartó mediante un mensaje en Twitter el 13 de enero. Sin embargo, y tras una reunión con Revolución Democrática y el Movimiento Autonomista, decidió considerar una precandidatura presidencial, congelando su trabajo en Radio La Clave, decisión que comunicó el 21 de marzo. El 31 de marzo el Movimiento Autonomista confirmó a Sánchez como su candidata. El 3 de abril oficializó su candidatura en un acto realizado en la Plaza Baquedano. El 16 de abril el Partido Humanista oficializó el apoyo a su candidatura, mientras que el 23 del mismo mes la Izquierda Libertaria también le entregó su respaldo, y el 9 de mayo —mediante una votación electrónica entre sus militantes— realizó lo mismo el partido Poder. El 14 de mayo fue proclamada como candidata por la Izquierda Autónoma. El 29 de mayo el Partido Liberal le entregó su apoyo. El Movimiento Democrático Progresista también le entregó su apoyo. El 6 de junio, el Partido Ecologista Verde decidió sumarse a los respaldos para la candidata. Lema de campaña: Beatriz Sánchez y tú, confianza que cambia Chile. |
|      | Alberto Mayol (Ind.)   | PI PPCh ND MSA IC Ukamau SOL   | Mayol anunció el 1 de marzo de 2017 que se presentará como candidato a las primarias del Frente Amplio, apoyado por el movimiento Nueva Democracia, liderado por Cristián Cuevas. El 16 de abril fue proclamado precandidato por el Movimiento al Socialismo Allendista. El 14 de mayo sumó el apoyo de la Izquierda Cristiana. El 31 de mayo el Partido Igualdad y el Partido Pirata, miembros del Frente Amplio; y Ukamau por fuera de la coalición, anunciaron su apoyo a Mayol. El 17 de junio, el recientemente integrado Movimiento Político SOL manifestó también su apoyo a la candidatura. Lema de campaña: Gobernar es poder, poder es crear. |

### Candidaturas descartadas
- Sebastián Depolo (RD): El entonces presidente de Revolución Democrática había sido señalado por miembros del Frente Amplio como precandidato presidencial.[32] Sin embargo, el 21 de marzo, declaró públicamente su disposición a apoyar a Beatriz Sánchez junto con su partido.[33]
- Luis Mesina (Ind.): El secretario general de la Confederación de Trabajadores Bancarios y vocero del movimiento NO + AFP, que en 2016 encabezó protestas pidiendo el fin de las Administradoras de Fondos de Pensiones del sistema previsional chileno, fue propuesto como candidato por diversas organizaciones sociales para una primaria de la izquierda.[34] Sin embargo, en enero de 2017 Mesina descartó una eventual candidatura.[35]
- Luis Mariano Rendón (Ind.): El activista ecológico fue presentado por el Partido Pirata como su abanderado para las primarias del Frente Amplio,[36] pero su postulación fue rechazada por varios movimientos del conglomerado, en una acción que fue considerada como un "veto" por parte de quienes lo apoyaban.[37]
- Claudia Sanhueza (RD): Si bien manifestó su interés de participar en las primarias del Frente Amplio,[32] el 21 de marzo descartó su precandidatura y apoyó a Beatriz Sánchez.[33][38]

## Orden de los apoyos políticos
Los 12 partidos y movimientos del Frente Amplio se ordenaron y de forma independiente decidieron dar el apoyo a uno de los dos precandidatos. Se presume que tras la primaria, los respaldos deberían traspasarse desde una candidatura a otra.
En la tabla se muestran los apoyos considerando solo a los integrantes oficiales del pacto. En negrita están los partidos legalmente constituidos ante el Servicio Electoral:
| Candidato (partido)    | Partido                                   |
| ---------------------- | ----------------------------------------- |
| Beatriz Sánchez (Ind.) | Revolución Democrática                    |
| Beatriz Sánchez (Ind.) | Partido Humanista                         |
| Beatriz Sánchez (Ind.) | Movimiento Autonomista                    |
| Beatriz Sánchez (Ind.) | Poder                                     |
| Beatriz Sánchez (Ind.) | Izquierda Libertaria                      |
| Beatriz Sánchez (Ind.) | Izquierda Autónoma                        |
| Beatriz Sánchez (Ind.) | Movimiento Democrático Progresista        |
| Beatriz Sánchez (Ind.) | Partido Liberal                           |
| Beatriz Sánchez (Ind.) | Partido Ecologista Verde                  |
| Alberto Mayol (Ind.)   | Partido Igualdad                          |
| Alberto Mayol (Ind.)   | Partido Pirata de Chile                   |
| Alberto Mayol (Ind.)   | Nueva Democracia                          |
| Alberto Mayol (Ind.)   | Movimiento Político Socialismo y Libertad |

## Resultados
|  | 67,56 % |

|  | 12,26 % |

|  | 32,44 % |

|  | 5,88 % |